# Mafia israélienne
La mafia israélienne, מאפיה ישראלית (Mafiyah yisraélit) ou  ארגוני פשע בישאל (Irgouni pésha b'yisraël), désigne de façon générique le crime organisé opérant dans l'État d'Israël.

## Historique
La mafia israélienne, aussi appelée Israeli Connection, s'est constituée dès la création de l'État et s'est particulièrement étoffée depuis les années 1970.
Celle-ci voit le jour parmi des migrants de Juifs d'Afrique du Nord et du Moyen-Orient en Israël installés dans les quartiers les plus pauvres.
Le crime organisé en Israël s'est renforcé avec l'arrivée de milliers de Juifs originaires de l'ex-Union soviétique, mais aussi parce que la police a longtemps délaissé le crime organisé au profit de la lutte contre le terrorisme, plus urgente. Une des spécialités de ces groupes est le trafic de drogue synthétique de type ecstasy.
En 2013, selon le journaliste Serge Dumont, « la mafia israélienne compte 18 familles, en majorité séfarades, descendant de Juifs venus du Maghreb. L'Ashkénaze Amir Mulner, un des chefs les plus importants et fils d’un officier de police, fait figure d’exception ».
Une des premières organisations importantes date du début des années 1990. Le New York Gang était expert dans l'import-export de stupéfiants, l'extorsion de fonds et les paris clandestins. Toutes ces activités constituent l'essentiel des activités des organisations criminelles israéliennes. Un de leurs membres, Ephraïm « Freddy » Ran, 60 ans et ancien trafiquant de drogue, qui s'était reconverti dans le marché de l'art a été abattu en janvier 2004.
Un des « Rois de l'ecstasy », Yoram El-Al, un Israélien de 35 ans, est arrêté en décembre 2006 sur une plage de Rio de Janeiro. Il était soupçonné d'irriguer Las Vegas avec des pilules faites aux Pays-Bas. Impliqué selon certains dans la tentative d'assassinat de Zeev Rosenstein à la bombe, il était recherché depuis son évasion d'une prison uruguayenne,.
En janvier 2007, Zeev Rosenstein, alias « Fat man » (le Gros), 52 ans, considéré par les autorités américaines comme un des plus gros trafiquants au monde, plaidait coupable devant un tribunal fédéral américain pour l'importation de 850 000 pilules d'ecstasy. Condamné à 12 ans de prison, il purgera sa peine en Israël, son pays d'origine. Cette figure de l'Israeli Connection était présente sur quatre continents et avait recours aux petites mains latino-américaines pour distribuer sa drogue synthétique. Rosenstein a été la cible de sept attentats dont l'un sous la forme d'une attaque à la bombe qui tua trois personnes à Tel Aviv en décembre 2003. 
À la suite de cela sont apparus Yossi Musseli et son frère Eli qui lorgnaient sur le casino de Rosenstein, monté en Roumanie.
La police israélienne crée en 2008 « l’unité 433 » (lahav 433), pour lutter contre le crime organisé ; plus de 500 suspects sont arrêtés en 2013 sans parvenir à enrayer la montée de la violence. Les bandes achètent des armes à des militaires corrompus et l'une d'elles tente même de se procurer des roquettes antichars. Les règlements de compte deviennent habituels entre les 18 clans, pour la plupart séfarades originaires d'Afrique du Nord mais parmi lesquels apparaissent quelques familles d'Arabes israéliens et de Russes israéliens. En 2013, le chiffre d'affaires du crime organisé est estimé à 2 milliards d'euros par an tandis que la lutte contre la criminalité coûte à la collectivité 3 milliards d'euros par an. En octobre et novembre 2013, plusieurs attentats à la voiture piégée frappent des membres présumés de groupes criminels. Le 7 novembre 2013, la voiture d'un procureur enquêtant sur le crime organisé explose. Quelques jours plus tard, Shalom Domrani, chef mafieux présumé, est arrêté par l'unité 433 en même temps qu'un de ses proches, le rabbin Yoram Abergil, pour extorsion et tentative de fraude aux élections municipales de Netivot. Shalom Domrani était aussi connu pour pratiquer le trafic de sable : sa bande vidait des dunes en bord de mer et vendait le sable salé pour fabriquer un béton de mauvaise qualité. En février 2014, un chef de bande est assassiné sur une promenade de bord de mer à Tel Aviv. Dix jours plus tard, un attentat à la grenade, attribué aux milieux criminels, frappe un bureau de change à Petah Tikva. Charlie Aboutboul, un des patrons de la pègre israélienne dont la famille d'origine nord-africaine est implantée à Netanya, échappe à plusieurs tentatives d'assassinat ; soupçonné de racket et condamné à 16 mois de prison pour tentative d'enlèvement, il se suicide par arme à feu en avril 2014. En tout, les conflits entre groupes criminels font une dizaine de tués en quelques années,
En septembre 2017, Simona Weinglass, journaliste du magazine en ligne The Times of Israel, estime que 25 % des revenus du secteur des hautes technologies en Israël viennent de pratiques frauduleuses, souvent liées au crime organisé : escroquerie aux investissements, qui touche des cibles dans le monde entier et peut représenter 5 à 10 milliards de dollars par an, jeux ou achats en ligne, téléchargement de programmes malveillants, options binaires, etc. Les tentatives à la Knesset pour réduire le blanchiment d'argent et la corruption endémique se heurtent à un lobbying massif des entreprises en cause. Simona Weinglass cite le cas d'Inbal Gavrieli, élue députée du Likoud en 2003 et qui s'est servie de son immunité parlementaire pour bloquer les enquêtes sur les affaires de son père, Ezra « Shuni » Gavrieli, soupçonné d'activités criminelles. Une loi votée par la Knesset en octobre 2017, entrée en vigueur en janvier 2018, interdit les options binaires sans remédier au manque de transparence dans le secteur du commerce en ligne.

## Arabe israélienne
Certaines villes à majorité arabe abritent des familles criminelles locales. Des clans comme la famille Abdel-Kader basée à Tayibe sont impliqués dans l'extorsion, le trafic de drogue et d'armes, la fraude ainsi que le blanchiment d'argent, souvent en coopération avec les autres réseaux mafieux. Une famille criminelle arabe, la famille Jarushi de Ramla, est l'une des familles criminelles les plus puissantes d'Israël.
En 2020, la violence entre les gangs Arabes israéliens atteint un sommet avec 90 homicides. Le gouvernement promet de mettre en place un plan pour supprimer ces réseaux.

## Présence en Afrique du Sud
Le conflit entre les différents clans s'est étendu en Afrique du Sud, menant à l'assassinat, par exemple, de Shai Avishar, proche de Winnie Mandela, Motti Raz et l’arrestation de Camillo Zavatani, Lior Saadt et Amir Moilla.

## Aux États-Unis
Dans les années 1980, des Israéliens ont créé un syndicat du crime dirigé par Johnny Attias à New York, surnommé « Israeli mafia », qui a réussi le plus grand vol d'or de l'histoire du quartier de la joaillerie de Manhattan, avec plus de 4 millions de dollars en bijoux en or. Attias a été assassiné en janvier 1990 et la mafia israélienne de New York s'est effondrée peu de temps après. Plusieurs membres, dont Ron Gonen, sont devenus des informateurs et les autorités ont arrêté le reste du gang en septembre de cette année.

## Au Mexique
Le Mexique a été touché par les agissements de la mafia israélienne lors de l'exécution de deux citoyens israéliens en plein jour dans un restaurant d'un centre commercial de Mexico le 24 juillet 2019. Une femme de 33 ans, qui aurait été payée 5 000 MXN soit 260 dollars, a été arrêtée.
Son complice présumé a été arrêté à Cancun, Quintano Roo, Mexique, le 26 juillet.

## Clans et membres notables[18]

### Clans séfarades et mizrahis
- Famille Abergil (trois frères) de Tel Aviv.
- Famille Abutbul de Netanya (Asi Abutbul en remplacement de son père Félix Abutbul, assassiné à Prague).

### Clans arabo-israéliens
- Famille Jarushi

### Clans russophones
- Semion Mogilevich

### Clans géorgiens
- Famille Melikhov

### Membres notables
- Yaakov Alperon, assassiné en 2008[19], et son frère de Tel Aviv.
- Shalom Domrani[20] d'Ashkelon
- Ludwig Fainberg[21]
- Zeev Rosenstein
- Amir Mulner
- Ramat Amidar[22]
- Félix (Baïza) Aboutboul[20]
- Itzik Abergil[23]

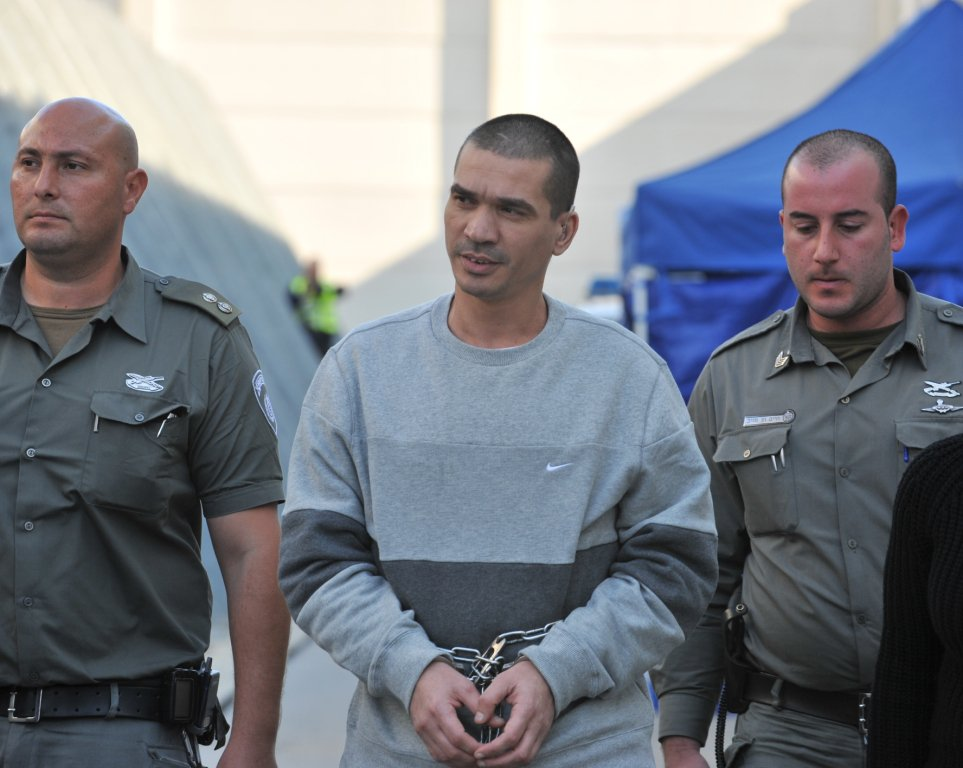
Itzik Abergil, au centre, escorté par des policiers israéliens, le 12 janvier 2011.
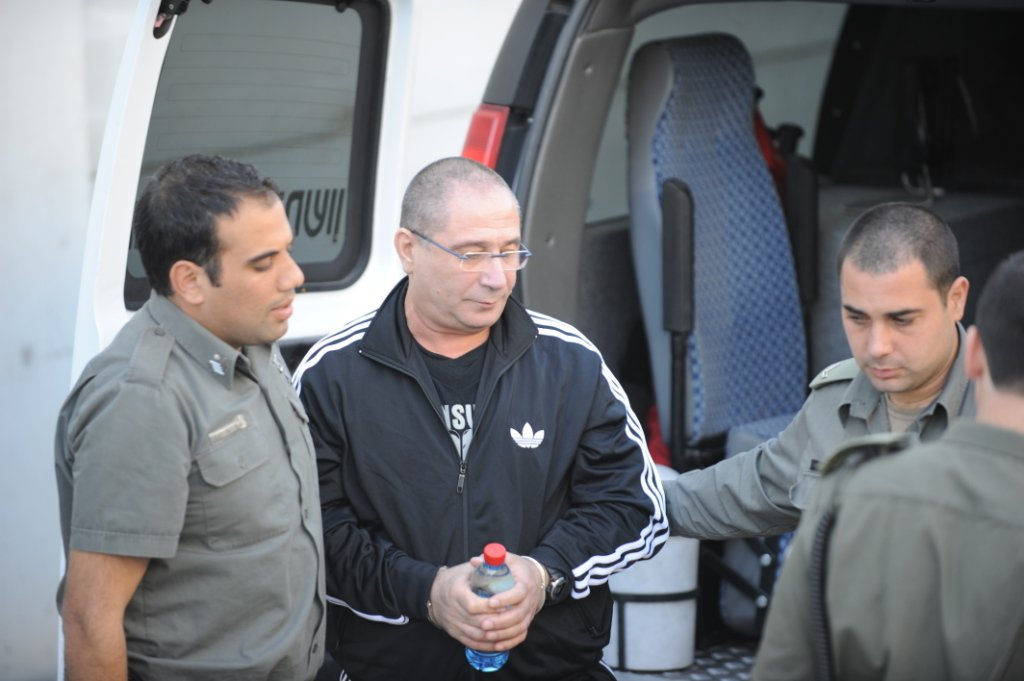
Meir Abergil, le 12 janvier 2011
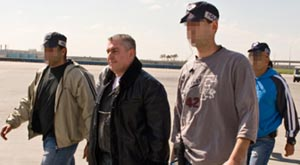
Zeev Rosenstein, escorté par des agents fédéraux américains, en train d'être extradé vers les États-Unis pour son procès.